# Zaćmienie (powieść)
Zaćmienie (ang. Eclipse) – to trzecia część serii Zmierzchu autorstwa Stephenie Meyer. Opowiada ciąg dalszy przygód osiemnastoletniej Belli Swan i jej ukochanego wampira, Edwarda Cullena. Została wydana w Polsce 18 kwietnia 2008. W pierwszym dniu w Stanach Zjednoczonych sprzedano ponad 150 tys. egzemplarzy Zaćmienia.

## Opis fabuły
Edward Cullen i jego ukochana – Bella Swan – znowu są razem. Charlie nie przepada za młodym Cullenem, z uwagi na bolesne dla Belli rozstanie (które miało miejsce w poprzednim tomie). Stara się ograniczyć czas, jaki jego córka ma spędzać ze swym chłopakiem, jednak Edward co noc zakrada się do jej pokoju. Są nierozłączni. Bella chce porozmawiać z Jacobem, ale Edward nie zgadza się, twierdząc, że przebywanie w towarzystwie wilkołaków może być dla niej niebezpieczne. Jednakże gdy Cullen wybiera się na polowanie, Bella jedzie z wizytą do La Push. Do niczego złego nie dochodzi, ale Edward oznajmia, że już jej na to nie pozwoli. Gdy znów wybiera się na polowanie, każe Alice pilnować Belli, dając jej za to wielkie żółte Porsche. Jego dziewczyna jednak wymyka się z pomocą Jake'a do rezerwatu. Dowiedziawszy się o tym Edward stwierdza, że wybór należy do Belli i pozwala widywać jej się z przyjacielem. Podczas jednej z tych wizyt Jacob oświadcza Belli, że ją kocha, i całuje ją wbrew jej woli.
Bella wciąż jest poszukiwana przez Victorię, która stworzywszy armię „nowo narodzonych” wampirów, dąży do konfrontacji. Cullenowie i Quilleuci postanawiają walczyć razem. Jasper, jako najbardziej doświadczony w boju, szkoli swoją rodzinę oraz sforę, ucząc ich sztuki walki. Bella, martwiąc się o ukochanego Edwarda, prosi go by został z nią na czas bitwy, której termin przepowiada Alice.
Bella i Edward oczekują na bitwę w namiocie w górach razem z Jacobem. Ponieważ dziewczyna zaczyna wykazywać pierwsze objawy hipotermii, Jacob kładzie się obok niej (temperatura ciała wilkołaków wynosi ponad 42 stopnie Celsjusza, podczas gdy skóra wampirów jest lodowato zimna). Gdy rankiem Jacob opuszcza namiot, Bella i Edward zaczynają dyskutować o swych zaręczynach – Jacob, słysząc to, skowyczy zraniony. Dziewczyna stwierdza, że musi mu wszystko wyjaśnić. Jacob oznajmia Belli, iż będzie walczył – nie zważając na własne życie, które przestało być dla niego cenne. Przerażona Bella daje mu do zrozumienia, że czuje do niego coś więcej i całuje go. Wtedy zdaje sobie sprawę, że przez cały czas była w nim zakochana, ale to uczucie nie może równać się z jej miłością do Edwarda.
Dochodzi do bitwy, w której Victoria i jej armia zostają zniszczone, Jacob zaś odnosi ciężkie rany.
Bella musi wybrać pomiędzy miłością do przyjaciela a miłością do Edwarda. Jacob, chociaż szanuje jej wybór, stwierdza, że miłość do niego byłaby dla niej zdrowsza – niczym słońce, powietrze – w przeciwieństwie do miłości do Edwarda, którą przyrównuje do narkotyku. Bella, zrozpaczona po stracie Jacoba, całą noc spędza wypłakując się Edwardowi. Ten znosi wszystko ze spokojem. Bella ponownie porusza temat swojej przemiany. Pamiętając o kompromisie zawartym z Edwardem, postanawiają udać się do Charliego z pierścionkiem zaręczynowym. Upewniając się, że jego ukochana podjęła właściwą decyzję, Edward zaczyna nowy rozdział w swym życiu.
Epilog napisany jest z perspektywy Jacoba, który nie mogąc znieść bólu, wywołanego wyborem Belli, ucieka przed swymi zmartwieniami do Kanady, przybrawszy postać wilka.

## Kampania reklamowa
Pierwszy rozdział Zaćmienia był udostępniony w specjalnej amerykańskiej edycji Księżyca w nowiu. Meyer umieściła ten rozdział również na swojej stronie internetowej oraz codziennie umieszczała „cytat dnia” przez kilka tygodni do czasu oficjalnej premiery książki.

## Symbolika tytułu i okładki
Tytuł powieści symbolizuje wybór Belli i moc jaką miał nad nią Edward. Bella nazywa Jacoba „swoim osobistym słońcem”, odpędzającym chmury zmartwień, jednakże Edward jest dla niej ważniejszy, zaćmiewając niejako Blacka i jego wpływ na nią.
Przerwana wstążka, widniejąca na okładce, ma symbolizować decyzję, którą musi podjąć Bella. Wybiera między swoim chłopakiem/wampirem Edwardem Cullenem a przyjacielem/wilkołakiem Jacobem Blackiem. Meyer stwierdziła także, że wstążka symbolizuje niemożność Belli uwolnienia się od swojego człowieczeństwa.

## Ekranizacja
Światowa premiera odbyła się 24 czerwca, a premiera filmu w Polsce odbyła się 30 czerwca 2010 roku. Zdjęcia zaczęły się 17 sierpnia 2009 i trwały do października. Tak jak w poprzednich częściach wystąpi Kristen Stewart i Robert Pattinson.